# 藤原是公
藤原 是公（ふじわら の これきみ）は、奈良時代後期の公卿。初名は黒麻呂。藤原南家、武部卿・藤原乙麻呂の長男。官位は従二位・右大臣、贈従一位。牛屋大臣と称された。

## 経歴
天平宝字4年（760年）に父の乙麻呂が没するが、翌天平宝字5年（761年）従五位下に叙爵し、神祇大副のち左勇士佐に任ぜられる。
天平宝字8年（764年）藤原仲麻呂の乱終結後に、播磨守次いで山背守と地方官を務める。称徳朝では俄に昇進し、天平神護元年（765年）従五位上・左衛士督に叙任、翌天平神護2年（766年）には従四位上まで昇叙された。またこの間に黒麻呂から是公に改名している。のち称徳朝では、内豎大輔・侍従・内蔵頭を歴任した。
光仁朝に入っても順調に昇進を続け、宝亀4年（773年）正四位下、宝亀5年（774年）参議に任ぜられ公卿に列した。宝亀10年（779年）従三位。この間、左衛士督・左大弁など文武の要職を歴任するとともに、皇太子・山部親王の春宮大夫も務めた。
天応元年（781年）春宮大夫として仕えた山部親王が即位（桓武天皇）すると天皇に重用され、さらに光仁朝以来の大官であった藤原魚名（左大臣）・大中臣清麻呂（右大臣）・石上宅嗣（大納言）・藤原田麻呂（右大臣）らが相次いで没したこともあり、急速に昇進を果たすことになる。同年正三位・中納言に叙任されて、同い年ながら10年近く早く参議となっていた同じ南家の藤原継縄に肩を並べ、翌天応2年（782年）継縄を越えて大納言に昇進する。延暦2年（783年）には右大臣に任じられ、桓武朝に入ってわずか3年ほどで一介の参議から太政官の筆頭にまで昇り詰めた。延暦3年（784年）従二位に至る。
延暦8年（789年）9月19日薨御。享年63。最終官位は従二位右大臣兼中衛大将。即日従一位が追贈された。

## 人物
大柄な体つきであり、加えて威厳があった。その時に応じた政務に通暁した有能な官人であり、てきぱきと裁断し滞ることがなかったという。

## 官歴
『続日本紀』による。
- 時期不詳：正六位上
- 天平宝字5年（761年） 正月2日：従五位下。日付不詳：神祇大副[2]
- 天平宝字6年（762年） 11月3日：見左勇士佐
- 天平宝字8年（764年） 10月9日：播磨守。11月5日：山背守
- 天平神護元年（765年） 正月7日：従五位上。2月8日：左兵衛佐。9月19日：左衛士督、黒麻呂から是公に改名
- 天平神護2年（766年） 2月16日：従四位下（越階）。10月19日：従四位上
- 神護景雲元年（767年） 7月10日：内豎大輔
- 神護景雲2年（768年） 11月13日：侍従兼内蔵頭。12月13日：兼下総守
- 宝亀4年（773年） 正月7日：正四位下。日付不詳：春宮大夫（皇太子・山部親王）
- 宝亀5年（774年） 3月5日：兼式部大輔。5月5日：参議
- 宝亀8年（777年） 正月7日：正四位上。10月13日：兼左大弁、春宮大夫左衛士督侍従如故
- 宝亀9年（778年） 2月4日：兼大和守
- 宝亀10年（779年） 正月23日：従三位
- 天応元年（781年）4月15日：正三位。6月27日：式部卿兼中衛大将。9月3日：中納言
- 天応2年（782年） 6月21日：大納言
- 延暦2年（783年） 7月19日：右大臣
- 延暦3年（784年） 正月16日：従二位
- 延暦8年（789年） 9月19日：薨御（従二位右大臣兼中衛大将）、贈従一位

## 系譜
『尊卑分脈』による。
- 父：藤原乙麻呂
- 母：石川建麻呂または石川連麻呂の娘
- 妻：橘真都我 - 橘佐為の娘、もと乙麻呂の妻
  - 長男：藤原真友（742-797）
  - 次男：藤原雄友（753-811）
  - 三男：藤原弟友
- 生母不明
  - 男子：藤原友人（767-822）
  - 女子：藤原吉子（?-807） - 桓武天皇夫人、伊予親王の母